# Tale e quale show - Il torneo (prima edizione)
La prima edizione di Tale e quale show - Il torneo (spin-off di Tale e quale show) è andata in onda dal 9 al 30 novembre 2012 su Rai 1 per 4 puntate in prima serata con la conduzione di Carlo Conti. Il vincitore è Giò Di Tonno, già campione della seconda edizione di Tale e quale show.

## Il programma
Questo spin-off prevede una gara fra dieci vip, i primi cinque classificati della prima e seconda edizione del programma, che dovranno impegnarsi nell'imitazione di personaggi celebri del mondo della canzone, attraverso la reinterpretazione dei brani di questi ultimi dal vivo. Al termine dell'esibizione saranno sottoposti al giudizio di una giuria. Ogni giurato dichiarerà i suoi voti per ciascun concorrente al termine della puntata, assegnando da cinque a quattordici punti. Inoltre, ciascun concorrente in gara potrà dare cinque punti ad uno dei concorrenti che si sommeranno a quelli assegnati dalla giuria, determinando così la classifica della settimana. Ogni settimana si ripartirà poi dai punti accumulati dai concorrenti nelle puntate precedenti, arrivando poi al vincitore assoluto del programma che sarà decretato all'ultima puntata attraverso il televoto.

## Cast

### Concorrenti

#### Uomini
| Concorrente        | Edizione di provenienza | Posizione |
| ------------------ | ----------------------- | --------- |
| Fausto Leali       | 1ª                      | 4º        |
| Gabriele Cirilli   | 1ª 2ª                   | 3º 4º     |
| Enzo Decaro        | 1ª                      | 2°        |
| Paolo Conticini    | 2ª                      | 5º        |
| Giò Di Tonno       | 2ª                      | 1º        |
| Flavio Montrucchio | 2ª                      | 2º        |

#### Donne
| Concorrente     | Edizione di provenienza | Posizione |
| --------------- | ----------------------- | --------- |
| Serena Autieri  | 1ª                      | 1º        |
| Rosalia Misseri | 1ª                      | 5º        |
| Luisa Corna     | 1ª                      | 6º        |
| Pamela Camassa  | 2ª                      | 3º        |

### Giudici
La giuria è composta da:
- Loretta Goggi
- Christian De Sica
- Claudio Lippi

### Coach
Coach dei concorrenti vip sono:
- Maria Grazia Fontana: vocal coach
- Pinuccio Pirazzoli: maestro d'orchestra
- Emanuela Aureli: imitatrice
- Fabrizio Mainini: coreografo
- Daniela Loi: vocal coach
- Silvio Pozzoli: vocal coach

## Puntate

### Prima puntata
| Ordine | Canzone                               | Concorrente        | Punteggio |
| ------ | ------------------------------------- | ------------------ | --------- |
| 5      | Gangnam Style - Psy                   | Gabriele Cirilli   | 67        |
| 4      | Ciao amore, ciao - Dalida             | Rosalia Misseri    | 59        |
| 2      | My Heart Will Go On - Céline Dion     | Serena Autieri     | 53        |
| 3      | Cinque giorni - Michele Zarrillo      | Paolo Conticini    | 41        |
| 10     | Sex Bomb - Tom Jones                  | Giò Di Tonno       | 37        |
| 7      | Knock On Wood - Amii Stewart          | Luisa Corna        | 36        |
| 1      | Eri piccola così - Fred Buscaglione   | Fausto Leali       | 36        |
| 6      | Il mondo - Jimmy Fontana              | Flavio Montrucchio | 36        |
| 8      | Come prima e Romantica - Tony Dallara | Enzo Decaro        | 35        |
| 9      | La tua ragazza sempre - Irene Grandi  | Pamela Camassa     | 30        |

Guest giudice: Enrico Montesano

### Seconda puntata
| Ordine | Canzone                                                             | Concorrente        | Punteggio |
| ------ | ------------------------------------------------------------------- | ------------------ | --------- |
| 8      | Baila me e Volare - Gipsy Kings                                     | Giò Di Tonno       | 65        |
| 1      | Quello che le donne non dicono - Fiorella Mannoia                   | Serena Autieri     | 59        |
| 3      | La donna del mio amico - Roby Facchinetti                           | Paolo Conticini    | 52        |
| 6      | Georgia on my mind - Ray Charles                                    | Fausto Leali       | 49        |
| 4      | Via con me e Bartali - Paolo Conte                                  | Enzo Decaro        | 47        |
| 9      | Without you - Mariah Carey                                          | Luisa Corna        | 37        |
| 10     | Oggi sono io - Alex Britti                                          | Flavio Montrucchio | 37        |
| 7      | Confusa e felice - Carmen Consoli                                   | Rosalia Misseri    | 32        |
| 2      | Lady Marmalade - Christina Aguilera                                 | Pamela Camassa     | 30        |
| 5      | Abbronzatissima, Guarda come dondolo e I Watussi - Edoardo Vianello | Gabriele Cirilli   | 22        |

Guest giudice: Fabrizio Frizzi

### Terza puntata
| Ordine | Canzone                                                       | Concorrente        | Punteggio |
| ------ | ------------------------------------------------------------- | ------------------ | --------- |
| 1      | I migliori anni della nostra vita - Renato Zero               | Paolo Conticini    | 66        |
| 9      | Piazza Grande e Canzone - Lucio Dalla                         | Giò Di Tonno       | 66        |
| 5      | Love on top - Beyoncé                                         | Serena Autieri     | 51        |
| 4      | (Out here) On My Own - Nikka Costa                            | Gabriele Cirilli   | 42        |
| 7      | Cuore - Rita Pavone                                           | Luisa Corna        | 41        |
| 6      | Malafemmena - Totò                                            | Fausto Leali       | 41        |
| 8      | Maria - Ricky Martin                                          | Flavio Montrucchio | 41        |
| 3      | Love Me Tender, It's Now Or Never e Hound Dog - Elvis Presley | Enzo Decaro        | 35        |
| 10     | La Vie En Rose - Grace Jones                                  | Pamela Camassa     | 27        |
| 2      | Insieme a te non ci sto più - Caterina Caselli                | Rosalia Misseri    | 20        |

Guest giudice: Gigi Proietti

### Quarta puntata
I concorrenti scelgono un personaggio da imitare tra le esibizioni già presentate precedentemente e i giudici votano basandosi sull'intero percorso dei concorrenti.
| Ordine | Canzone                                         | Concorrente        | Puntata di provenienza | Punteggio |
| ------ | ----------------------------------------------- | ------------------ | ---------------------- | --------- |
| 7      | Se stiamo insieme - Riccardo Cocciante          | Giò Di Tonno       | 26 ottobre 2012        | 50        |
| 1      | Maledetta primavera - Loretta Goggi             | Serena Autieri     | 11 maggio 2012         | 48        |
| 8      | I migliori anni della nostra vita - Renato Zero | Paolo Conticini    | 23 novembre 2012       | 48        |
| 5      | Gangnam Style - Psy                             | Gabriele Cirilli   | 9 novembre 2012        | 32        |
| 2      | Fiore di maggio - Fabio Concato                 | Flavio Montrucchio | 2 novembre 2012        | 32        |
| 3      | Billie Jean - Michael Jackson                   | Rosalia Misseri    | 27 aprile 2012         | 30        |
| 9      | I will always love you - Whitney Houston        | Luisa Corna        | 4 maggio 2012          | 28        |
| 4      | You can leave your hat on - Joe Cocker          | Fausto Leali       | 11 maggio 2012         | 26        |
| 10     | Champagne e St. Tropez Twist - Peppino di Capri | Enzo Decaro        | 20 aprile 2012         | 23        |
| 6      | Come foglie - Malika Ayane                      | Pamela Camassa     | 12 ottobre 2012        | 18        |

Ospiti: Lillo & Greg (che imitano i Blues Brothers in Everybody needs somebody to love)

## Quattordici punti dei giudici
| Puntata | Loretta Goggi | Cristian De Sica | Claudio Lippi | Guest giudice             |
| ------- | ------------- | ---------------- | ------------- | ------------------------- |
| Prima   | Cirilli       | Cirilli          | Autieri       | Enrico Montesano: Autieri |
| Seconda | Conticini     | Conticini        | Decaro        | Fabrizio Frizzi: Decaro   |
| Terza   | Conticini     | Conticini        | Autieri       | Gigi Proietti: Di Tonno   |
| Quarta  | Conticini     | Di Tonno         | Autieri       | -                         |

## Cinque punti dei concorrenti
| Puntata | Paolo Conticini | Flavio Montrucchio | Giò Di Tonno | Gabriele Cirilli | Fausto Leali | Enzo Decaro | Serena Autieri | Luisa Corna | Rosalia Misseri | Pamela Camassa |
| ------- | --------------- | ------------------ | ------------ | ---------------- | ------------ | ----------- | -------------- | ----------- | --------------- | -------------- |
| Prima   | Decaro          | Cirilli            | Misseri      | Leali            | Cirilli      | Conticini   | Decaro         | Misseri     | Corna           | Cirilli        |
| Seconda | Leali           | Di Tonno           | Leali        | Montrucchio      | Conticini    | Di Tonno    | Corna          | Autieri     | Di Tonno        | Autieri        |
| Terza   | Cirilli         | Conticini          | Cirilli      | Conticini        | Di Tonno     | Corna       | Leali          | Di Tonno    | Di Tonno        | Conticini      |
| Quarta  | Autieri         | Misseri            | Corna        | Conticini        | Misseri      | Autieri     | Conticini      | Di Tonno    | Leali           | Di Tonno       |

## Classifica finale
| Posizione | Concorrente        | Punti totali | Primo televoto            | Secondo televoto |
| --------- | ------------------ | ------------ | ------------------------- | ---------------- |
| 1°        | Giò Di Tonno       | 218          | Accede al televoto finale | 55,52%           |
| 2°        | Gabriele Cirilli   | 163          | Accede al televoto finale | 44,48%           |
| 3°        | Paolo Conticini    | 207          | 19,99%                    | -                |
| 4°        | Serena Autieri     | 211          | 10,34%                    | -                |
| 5°        | Fausto Leali       | 152          | 2,30%                     | -                |
| 6°        | Flavio Montrucchio | 146          | -                         | -                |
| 7°        | Luisa Corna        | 142          | -                         | -                |
| 8°        | Rosalia Misseri    | 141          | -                         | -                |
| 9°        | Enzo Decaro        | 140          | -                         | -                |
| 10°       | Pamela Camassa     | 105          | -                         | -                |

- Escluso/a dal televoto
- Accede al televoto finale
- Vincitore

## Ascolti
| Puntata | Messa in onda    | Telespettatori | Share  |
| ------- | ---------------- | -------------- | ------ |
| 1       | 9 novembre 2012  | 5 886 000      | 23,46% |
| 2       | 16 novembre 2012 | 5 950 000      | 23,98% |
| 3       | 23 novembre 2012 | 6 449 000      | 25,37% |
| 4       | 30 novembre 2012 | 6 447 000      | 24,84% |
| Media   | Media            | 6 183 000      | 24,41% |